# やる気満々
『やる気満々』は、TBS系列で1979年4月24日から1979年9月25日まで火曜日夜9時から1時間枠で放映されたテレビドラマ。

## 作品内容
広島県尾道の高校時代に陸上部の仲間だった瀬古良太（夕刊紙スポーツ記者）、花井悠一（建設会社の設計技師）、簀巻六治郎（水道局下請工事会社の現場監督）の独身男3人が、さまざまな女性たちと出会いながら、より互いの友情を深めていくホームドラマ。

## 出演
- 瀬古良太：古谷一行 - 夕刊タイヨウの運動部記者。ニックネームは「セコハン」。
- 花井悠一：細川俊之 - 建設会社に勤務する戸建住宅の設計技師。瀬古からは「先輩」、簀巻からは「詩人」と呼ばれている。
- 簀巻六治郎：川谷拓三 - 東京都水道局の下請工事会社の現場監督。
- 剣持苑子：山岡久乃 - 瀬古・花井・簀巻の高校時代の先生。3人と同じ東京青山の高級マンション最上階、3人の部屋の隣室で息子と姪と共に暮らしており、剣持ヨガ教室を開室。
- 剣持春之助：中村まなぶ - 苑子の息子。
- 相原ミキ：山本道子 - 苑子の姪で、苑子と同居。婦人消防官であるが、その仕事の傍らにヨガ教室の仕事も手伝う。
- 簀巻啓司：三橋達也 - 須磨真弓の父、六治郎の叔父であり、瀬古・花井・六治郎の3人が暮らしているマンションの部屋の家主。銀行に勤務し、もともとはこの部屋に娘の真弓と住んでいたが、ニューヨーク支店長として3年間の予定で海外転勤となり、その間の留守番として甥の六治郎が部屋を借りたところに、旧友の瀬古・花井が居候として転がり込み、家主の啓司には無断での3人の共同生活が始まった。
- 須磨真弓：志穂美悦子 - 夕刊タイヨウの運動部記者。瀬古の後輩であり、瀬古に思いを寄せている。後に政治部に異動。六治郎とは従妹の関係にあり、本名は簀巻真弓であるが、言葉としての「簀巻」から想起されるイメージが良くないため、「すまき」から「き」を除いた「すま」（須磨）を名字として使っている。瀬古・花井・簀巻の3人が暮らすマンションの部屋には、もともと父の啓司と住んでいたが、啓司のニューヨーク転勤後にマンションからは離れ、友人の会田初子の住まいに生活の場を移している。
- 鈴旗あかね：いしだあゆみ（特別出演） - 以前、六治郎と同棲をしていた元彼女。
- 鰐口千草：松岡由利子 - 剣持ヨガ教室に通う生徒。
- 細野小百合：山田京子 - 剣持ヨガ教室に通う生徒。
- 坂出花枝： - 馬渕晴子 - 剣持ヨガ教室に通う生徒。
- 角田松子：塩沢とき - 剣持ヨガ教室に通う生徒。
- 大西熊次郎：小林昭二 - 夕刊タイヨウの運動部部長。瀬古の上司。
- 矢代雄大：園田裕久 - 夕刊タイヨウの運動部デスク。
- 渡辺哲彦：村上正次
- 風見聞田：はかま満緒 - 花井が勤務する建設会社の上司、課長。
- 竹田：橋爪功 - 簀巻が勤務する水道工事会社の上司。
- 徳武礼子：長山藍子
- 田辺清次郎：桜井センリ - 瀬古・花井・簀巻の3人が住むマンションの1階にある喫茶店「マチス」のマスター。
- 佐々コトエ：田中世津子 - 瀬古・花井・簀巻の3人が行きつけている飲み屋「一絃」の女将。
- 会田初子：中川七瀬 - 真弓の友人。
- 井ノ口順造：柳生博 - 紙問屋社長。冬子の父。
- 井ノ口冬子：平淑恵 - 花井の婚約者。
- 井ノ口登美子：荒木道子
- たま枝：高見知佳 - 花井の姪。
- 宮崎ナオコ：研ナオコ
- 宮崎キヨコ：東村佳代 - ナオコの娘。

ゲスト
- 香西啓子：黒柳徹子（第8話）
- 佐村弁護士：中村翫右衛門（第10話）

## スタッフ
- 作：高橋玄洋、森薫
- プロデューサー：武敬子
- 演出：脇田時三、本多勝也、福本義人
- 音楽：樋口康雄
- 制作：TBS、テレパック

## 主題歌
（前期）
『クリスティーナ』- （作曲・編曲：樋口康雄）
（後期）
『ブルー・ジーンズ・ライフ』（Forever In Blue Jeans）- 歌：ニール・ダイアモンド Neil Diamond（作詞・作曲：ニール・ダイアモンド Neil Diamond、リチャード・ベネット Richard Bennett）

## サブタイトル
| 話数   | 放送日        | サブタイトル           | 脚本     | 演出     |
| ------ | ------------- | ---------------------- | -------- | -------- |
| 第一話 | 1979年4月24日 | されどカネなし         | 高橋玄洋 | 脇田時三 |
| 2      | 5月1日        | 新しい仲古い仲         | 高橋玄洋 | 脇田時三 |
| 3      | 5月8日        | 我に意地あり           | 高橋玄洋 | 脇田時三 |
| 4      | 5月15日       | 姪メイ小ヤギ           | 高橋玄洋 | 脇田時三 |
| 5      | 5月22日       | 美男はつらいなア       | 高橋玄洋 | 本多勝也 |
| 6      | 5月29日       | 縁談ゾクゾク胸ワクワク | 高橋玄洋 | 本多勝也 |
| 7      | 6月5日        | 古里にボロを飾る       | 高橋玄洋 | 脇田時三 |
| 8      | 6月12日       | 恨めしミイラ取り       | 高橋玄洋 | 脇田時三 |
| 9      | 6月19日       | ボツもまた良し         | 高橋玄洋 | 本多勝也 |
| 10     | 6月26日       | 吾が道を行く           | 高橋玄洋 | 本多勝也 |
| 11     | 7月3日        | 今日は友引             | 高橋玄洋 | 本多勝也 |
| 12     | 7月10日       | 家主突然帰る           | 高橋玄洋 | 福本義人 |
| 13     | 7月17日       | 思うことあり           | 高橋玄洋 | 福本義人 |
| 14     | 7月24日       | 良太の引っ越し         | 高橋玄洋 | 本多勝也 |
| 15     | 7月31日       | 一本の線               | 高橋玄洋 | 脇田時三 |
| 16     | 8月7日        | 混線模様               | 高橋玄洋 | 福本義人 |
| 17     | 8月14日       | 堪忍袋の緒が切れて     | 森薫     | 福本義人 |
| 18     | 8月21日       | 残暑きびしき           | 森薫     | 本多勝也 |
| 19     | 8月28日       | 愛してる?              | 森薫     | 本多勝也 |
| 20     | 9月4日        | 明日をつかめ           | 森薫     | 福本義人 |
| 21     | 9月11日       | 結婚専科               | 森薫     | 福本義人 |
| 22     | 9月18日       | 先立つものは愛         | 森薫     | 本多勝也 |
| 23     | 9月25日       | 友よ                   | 森薫     | 本多勝也 |

## 補足
- 脚本の高橋玄洋が広島県尾道市出身ということで、劇中に尾道が登場しロケも行われた。尾道のシーンで、高橋が作詞した「尾道周遊歌」という曲が主演の古谷一行、細川俊之、川谷拓三の三人により合唱されたが、これが好評でレコードにしようという話になり、三人の合唱で出すより、尾道出身の高橋が歌った方がいいんじゃないかと、高橋詞・樋口康雄曲、高橋歌唱で「尾道周遊歌」のレコードが発売されている[1]。